# 洛维思·奥莫鲁伊
洛维思·奥莫鲁伊（Loveth Omoruyi，2002年8月25日—），生于洛迪，意大利女子排球运动员，2024年夏季奥林匹克运动会女子排球比赛金牌得主。